# Stubno (gromada)
Stubno – dawna gromada, czyli najmniejsza jednostka podziału terytorialnego Polskiej Rzeczypospolitej Ludowej w latach 1954–1972.
Gromady, z gromadzkimi radami narodowymi (GRN) jako organami władzy najniższego stopnia na wsi, funkcjonowały od reformy reorganizującej administrację wiejską przeprowadzonej jesienią 1954 do momentu ich zniesienia z dniem 1 stycznia 1973, tym samym wypierając organizację gminną w latach 1954–1972.
Gromadę Stubno z siedzibą GRN w Stubnie utworzono – jako jedną z 8759 gromad na obszarze Polski – w powiecie przemyskim w woj. rzeszowskim na mocy uchwały nr 30/54 WRN w Rzeszowie z dnia 5 października 1954. W skład jednostki weszły obszary dotychczasowych gromad Stubienko, Stubno i Barycz ze zniesionej gminy Stubno w tymże powiecie. 
13 listopada 1954 gromada weszła w skład nowo utworzonego powiatu radymniańskiego, gdzie ustalono dla niej 10 członków gromadzkiej rady narodowej.
31 grudnia 1961, w związku ze zlikwidowaniem powiatu radymniańskiego, gromadę Stubno włączono z powrotem do powiatu przemyskiego w tymże województwie, gdzie włączono do niej wieś Nakło (z Chałupkami Dusowskimi) ze zniesionej gromady Poździacz w tymże powiecie.
W 1971 roku gromada Stubno liczyła 2192 mieszkańców, zamieszkujących miejscowości: Barycz (194), Chałupki Dusowskie (49), Nakło (545), Stubienko (289) i Stubno (1115).
Gromada przetrwała do końca 1972 roku, czyli do kolejnej reformy gminnej. 1 stycznia 1973 w powiecie przemyskim reaktywowano gminę Stubno.